# Harald Schwarz (Elektroingenieur)
Harald Schwarz (* 1957 in Freiburg im Breisgau) ist ein deutscher Elektroingenieur und emeritierter Hochschullehrer.

## Leben
Von 1977 bis 1982 studierte er an der TU Berlin Elektrotechnik mit Studienrichtung Elektrische Energietechnik. Von 1982 bis 1987 war er wissenschaftlicher Mitarbeiter am damals neu gegründeten Lehrstuhl für Hochspannungstechnik und elektrische Anlagen der Universität Dortmund. 1986 wurde er an der Universität Dortmund zum Dr.-Ing. promoviert. In seiner Dissertation befasste er sich mit der Teilentladungsortung an Hochspannungskabeln. Von 1987 bis 1988 war er Entwicklungsingenieur bei ASEA Brown Boveri (ABB), Geschäftsbereich Großtransformatoren im Bereich der produktbegleitenden Grundlagenentwicklung. Von 1995 bis 2023 war er Leiter des Lehrstuhles Energieverteilung und Hochspannungstechnik an der BTU Cottbus. Er ist Mitglied des Wissenschaftlichen Beirats des Forschungsforums Öffentliche Sicherheit.

## Beurteilung der Energiewende
Harald Schwarz betont vielerorts, die Versorgungssicherheit und niedrige Strompreise in der Energiepolitik stärker zu priorisieren. Anstelle von Windkraft- und Photovoltaikförderung solle insbesondere in Speichertechnologien investiert werden. Wiederholt legte er nahe, dass die jetzigen Zielsetzungen „ideologiegetrieben“ seien und eine ausfallsicherere Stromversorgung aus eigener Kraft (ohne Stromzukauf aus dem Ausland) aus physikalischen Gründen nicht möglich sei. Er empfahl die Verschiebung des Kohleausstiegs.

## Schriften (Auswahl)
- Ein Wanderwellenverfahren zur Ortung von Teilentladungen in Hochspannungskabeln. Dissertation, Universität Dortmund, 1986, OCLC 1012218923.
- mit Richard Zahoransky, Hans-Josef Allelein, Elmar Bollin, Udo Schelling und Dominik Wörsdörfer: Energietechnik. Systeme zur konventionellen und erneuerbaren Energieumwandlung. Kompaktwissen für Studium und Beruf. Wiesbaden 2019, ISBN 3-658-21846-0.